# Johan Georg Holstein
Johan Georg Holstein, född den 16 februari 1662 i Mecklenburg, död den 26 december 1730 i Köpenhamn, var en tyskfödd dansk ämbetsman, far till Johan Ludvig Holstein.
Holstein trädde 1688 i dansk hovtjänst, blev 1699 oberlanddrost i Oldenburg, 1706 deputerad för finanserna och hovmästare för kronprins Kristian samt 1712 minister i konseljen. Som varm pietist visade Holstein varmt intresse för missionskollegiet, vars  preses han var från 1714. Han sökte 1709 hindra kriget mot Sverige och hyste som Mecklenburgare särskild ovilja och misstroende till tsar Peter, och försökte istället vinna Danmark för en allians med Hannover-England. Under Stora nordiska krigets slutskede vann Holsteins åsikter stöd, något som ledde till framgångar under freden i Frederiksborg 1720. Under de senare åren var Holsteins politiska inflytande obetydligt.